# Établissement des transports de la ville d'Helsinki

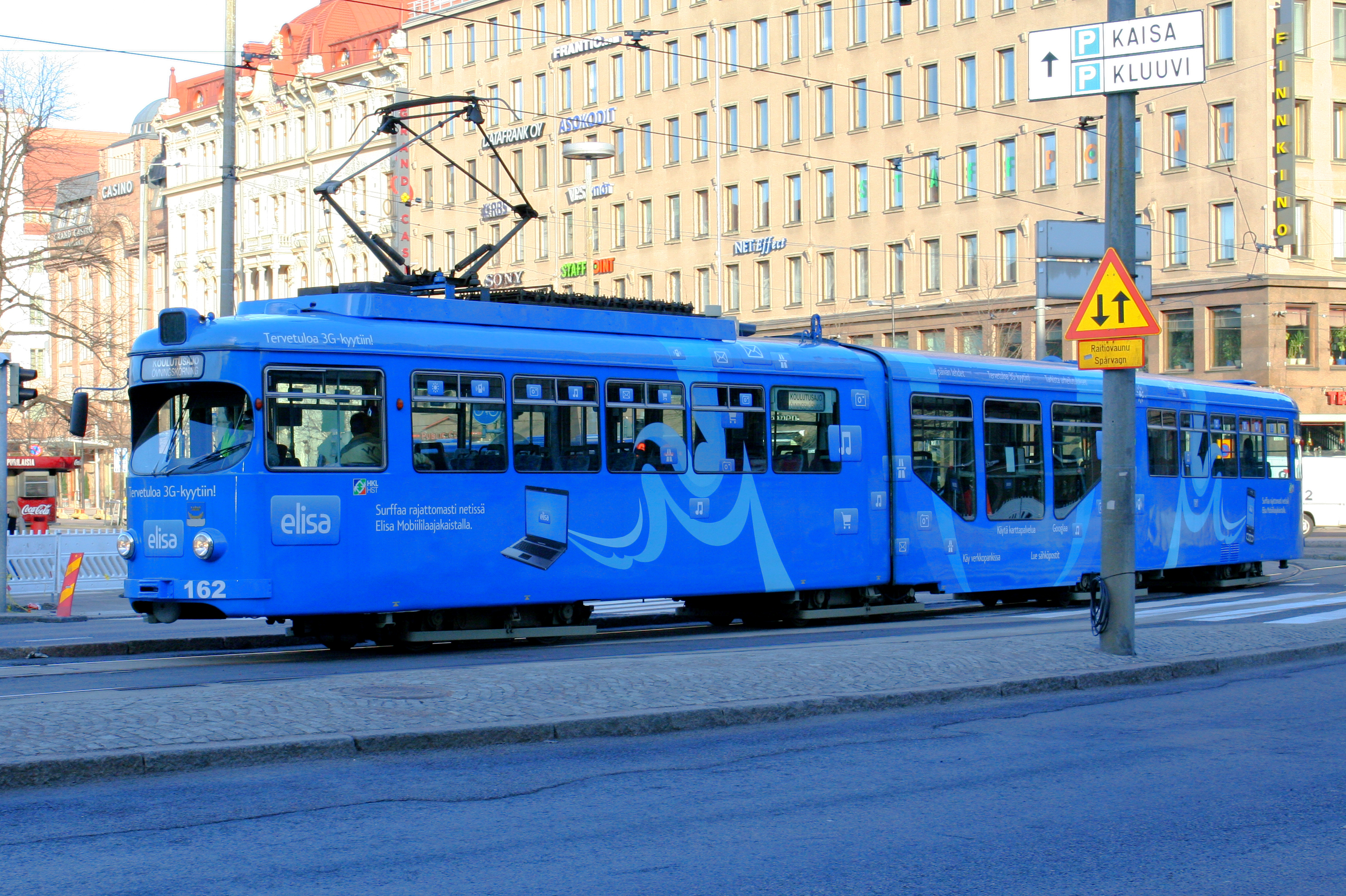
Tramway dans la rue Kaivokatu à Helsinki.

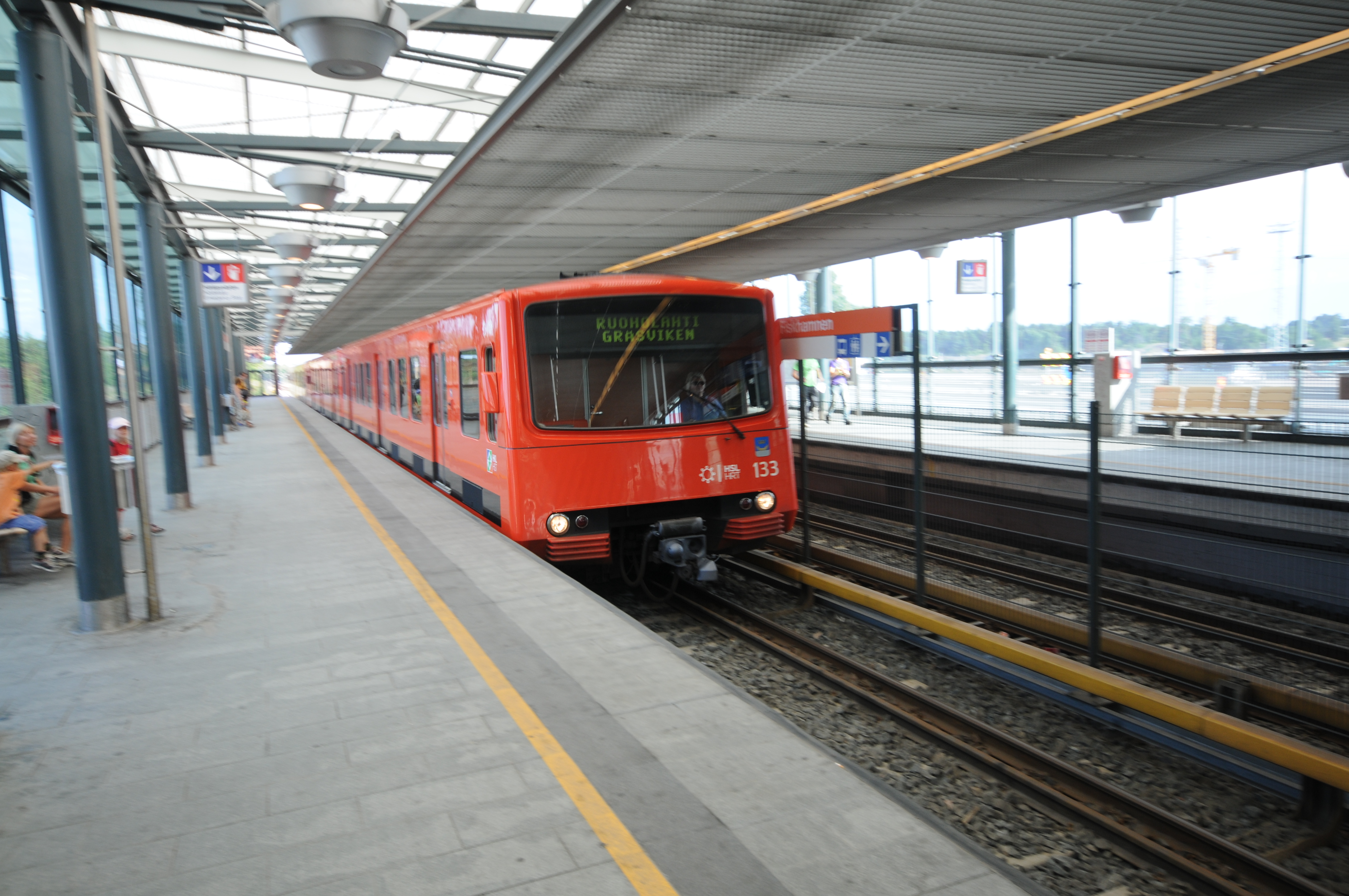
Le métro d'Helsinki.

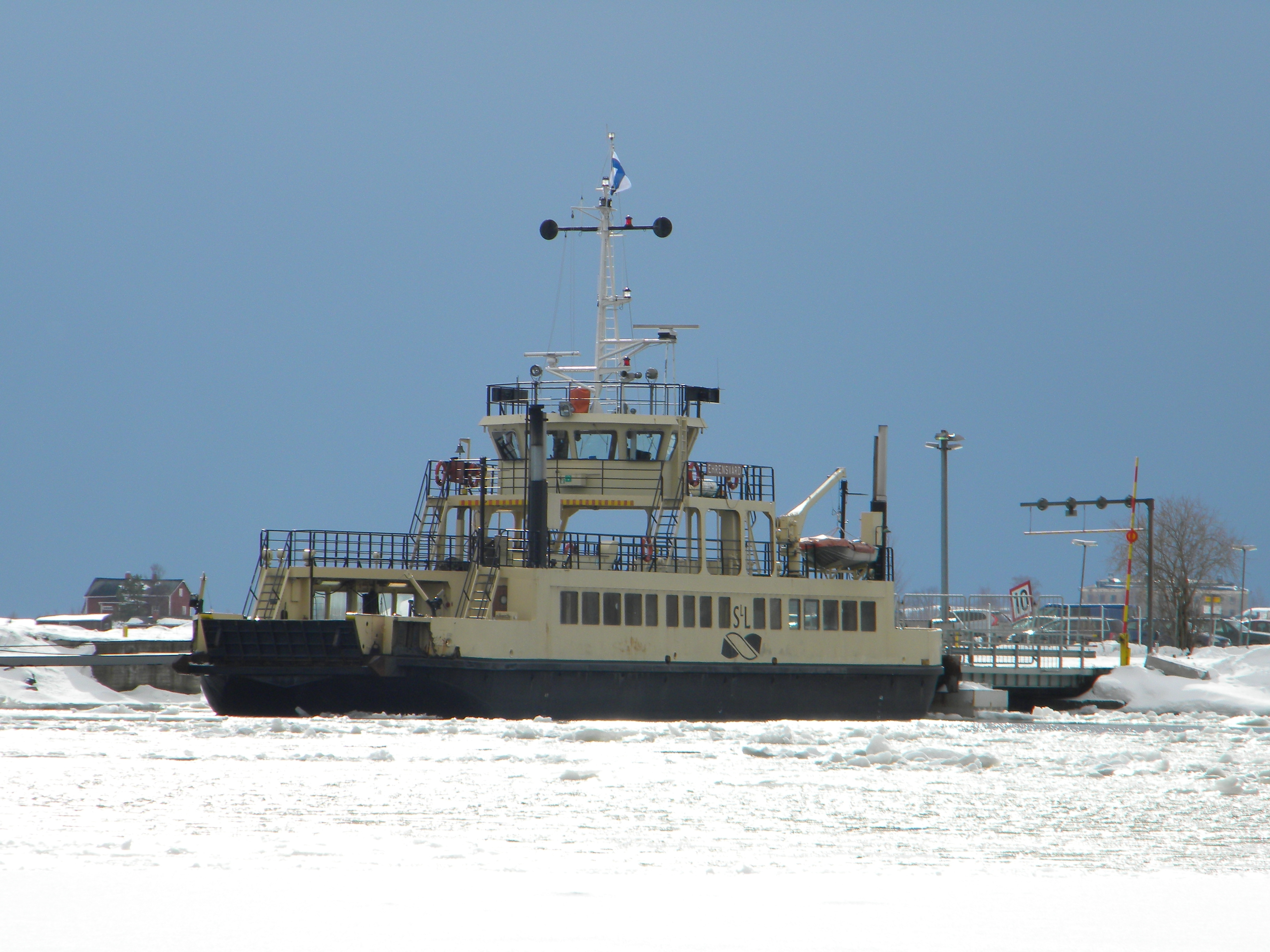
Traversée hivernale vers Suomenlinna.

Pour les articles homonymes, voir HKL.
L'établissement des transports de la ville d'Helsinki (en finnois : Helsingin kaupungin liikennelaitos ou HKL),  (en suédois : Helsingfors stads trafikverk ou abbreviated HST) est un service de transport en commun fondé en 1945  et appartenant à la ville d'Helsinki, la capitale de la Finlande.

## Trafic de voyageurs
L'évolution du nombre de voyageurs pris en charge par les transports publics été la suivante:
| Année | Bus   | Tramway | Métro | SL  | VR   | total |
| 2009  | 93,7  | 54,9    | 57,3  | 1,5 | 20,2 | 227,6 |
| 2010  | 98,2  | 54,5    | 57,1  | 1,6 | 20,8 | 232,2 |
| 2011  | 101,5 | 53,7    | 61,5  | 1,7 | 19,6 | 238,0 |
| 2012  | 102,8 | 57,2    | 62,2  | 1,6 | 20,9 | 244,7 |
| 2013  | 100,3 | 56,7    | 63,5  | 1,8 | 30,1 | 252,4 |

## Histoire

### Avant 2010
La Société par actions Helsingin Raitiotieja Omnibus (HRO) a été fondée en 1888. 
L'entreprise privée était responsable de la construction et de l'exploitation du premier tramway d'Helsinki. 
La ville d'Helsinki a acheté les actifs de HRO en 1944 et l'Établissement des transports de la ville d'Helsinki (HKL) a commencé à fonctionner en tant qu'entreprise municipale en 1945.
HKL gérait le métro d'Helsinki, le tramway d'Helsinki et les traversiers.  Jusqu'en janvier 2010, HKL était responsable de l'organisation des transports en commun d’Helsinki. À partir de cette date les responsabilités sont transférées à la société Helsingin seudun liikenne (HSL).

### De 2010 à 2022
HKL est responsable du fonctionnement des transports en métro, et en tramway et sa filiale Suomenlinnan Liikenne Oy assure les traversées pour Suomenlinna. HKL est responsable de l'entretien des infrastructures (rails, gares, etc.). 
La conception, la planification et la communication auprès des voyageurs est assurée par HSL.

### Depuis 2022
HKL a été transformée en société anonyme à partir du 1er février 2022. 
Ses activités d'exploitation du tramway et de gestion des infrastructures de transport ont été reprises par l'entreprise Pääkaupunkiseudun Kaupunkiliikenne Oy.